# Jed Holloway
Pour les articles homonymes, voir Holloway.

a Compétitions nationales et continentales officielles uniquement.

b Matchs officiels uniquement.
Dernière mise à jour le 9 février 2023.
Jed Holloway, né le 2 novembre 1992 à Wollongong (Australie), est un joueur international australien de rugby à XV évoluant aux poste de troisième ligne et de deuxième ligne. Il joue avec la franchise des Waratahs en Super Rugby depuis 2022.

## Biographie

### Jeunesse et formation
Jed Holloway est né à Wollongong dans la région d'Illawarra, située dans l'État de Nouvelle-Galles du Sud. Il commence le rugby avec le club local des Woonona Shamrocks, où il est entraîné par son père. À l'âge de neuf ans, il déménage avec ses parents à Yamba au nord de l'État. Il est alors scolarisé au McAuley Catholic College (en), et continue à jouer au rugby avec les équipes de jeunes des Yamba Buccaneers,. Avec ce club, il côtoie son futur coéquipier aux Waratahs Kane Douglas. À cette période, il représente la sélection des moins de 17 ans du NSW Country (Nouvelle-Galles du Sud à l'exception de la région de Sydney).
Il se fait repérer par le club de Randwick à l'occasion d'un match avec sa sélection régionale, et ceux-ci lui proposent de terminer sa formation avec eux. Il accepte l'offre, dans la mesure où rejoindre un club de Sydney est considéré comme le meilleur moyen de lancer sa carrière professionnelle. Il termine sa scolarité au Waverley College (en) dans la banlieue de Sydney, et joue au rugby avec l'équipe de l'établissement. Il est alors logé chez les parents de l'ancien Wallaby Owen Finegan.
En 2010, il représente la sélection scolaire de la Nouvelle-Galles du Sud, et dispute le championnat national australien. La même année, il joue également avec la sélection scolaire australienne (en), affrontant notamment les Fidji,.
En 2011, il change de club pour rejoindre Southern Districts, équipe où avait joué son père. Il joue dans un premier temps avec l'équipe 2 du club, remportant le championnat local à deux reprises en 2011 et 2012.

### Débuts de carrière à Sydney (2012-2019)
Jed Holloway commence sa carrière au niveau amateur avec Southern Districts lors de la saison 2012 de Shute Shield. Dès sa première saison, il est finaliste de la compétition, après une défaite face à Sydney University,. Il devient rapidement un cadre de son équipe grâce à sa polyvalence et son agressivité. Au terme de la saison, il est élu meilleur débutant du championnat.
En mai 2012, il est sélectionné avec l'équipe d'Australie des moins de 20 ans pour disputer le championnat du monde junior en Afrique du Sud. Il joue trois matchs dans la compétition, que son équipe termine à la septième place.
Après sa bonne saison de Shute Shield et le mondial junior, il est recruté au sein de l'effectif élargi de la franchise des Waratahs, en prévision de la saison 2013 Super Rugby,. Il joue son premier match le 31 mars 2013 face à la Western Force,. Il joue quatre matchs lors de sa première saison, dont deux titularisations. La même année, il affronte également avec les Waratahs les Lions britanniques lors de leur tournée en Australie.
Holloway devient le capitaine de Southern Districts à partir de 2014, et mène son équipe vers une nouvelle finale de Shute Shield ,.
En 2014 également, il est retenu au sein de l'effectif des Greater Sydney Rams pour disputer la saison inaugurale de National Rugby Championship (NRC). Il devient immédiatement un cadre de son équipe, et est nommé capitaine dès cette première saison.
Avec les Waratahs, Holloway ne joue aucune rencontre lors des saisons 2014 et 2015. À partir de 2016, il profite des départs de joueurs comme Wycliff Palu ou Jacques Potgieter pour obtenir davantage de temps de jeu,. Il peine toutefois à s'imposer sur la durée à cause de diverses blessures, de la concurrence et d'un manque de sérieux,.
Il est sélectionné pour la première fois en équipe d'Australie par Michael Cheika en octobre 2018. Il ne joue cependant aucun match.
Toujours en 2018, il change d'équipe de NRC, et rejoint les NSW Country Eagles pour une saison,.

### Expériences à l'étranger (2019-2021)
En septembre 2019, Jed Holloway signe un contrat court de deux mois avec la province irlandaise du Munster en Pro14, où il doit compenser l'absence des joueurs internationaux concernés par la Coupe du monde 2019,. Il joue quatre matchs lors de son passage en Irlande.
À son retour en Australie, il dispute la saison 2020 de Super Rugby avec les Waratahs, où il n'est titularisé que deux fois en huit matchs. Il n'est pas conservé par la franchise au terme de la saison.
Sans contrat, il rejoint alors le club japonais des Toyota Verblitz pour la saison 2021 de Top League,. Il ne joue cependant que très peu avec sa nouvelle équipe, la saison étant considérablement amputée par la pandémie de Covid-19.

### Retour aux Waratahs et débuts internationaux (depuis 2022)
Après avoir passé le restant de l'année 2021 en Floride, où il se prépare physiquement seul, Holloway décide de faire son retour aux Waratahs pour la saison 2022 de Super Rugby,. Pour son retour, il s'impose immédiatement comme un cadre de son équipe, jouant un total de quatorze rencontres,. Ses performances lui permette de rapidement prolonger son contrat pour une saison supplémentaire.
Grâce à sa bonne saison, il est sélectionné avec les Wallabies par Dave Rennie en juin 2022, pour préparer une série de test-matchs face à l'Angleterre,. Il doit toutefois déclarer forfait pour cette série à cause d'une blessure au mollet. Rappelé deux mois plus tard à l'occasion du Rugby Championship, il obtient sa première sélection le 6 août 2022 contre l'Argentine à Mendoza, alors qu'il est âgé de 29 ans. Auteur de bonnes performances, il reste titulaire pour le restant de la saison internationale, partageant son temps de jeu entre la deuxième et la troisième ligne,.
En juin 2023, il est sélectionné en équipe nationale par Eddie Jones pour participer au Rugby Championship 2023,.

## Palmarès

### En club
- Finaliste du Shute Shield en 2012 et 2014 avec Southern Districts.

## Statistiques
Au 26 octobre 2022, Jed Holloway compte 10 capes en équipe d'Australie, dont dix en tant que titulaire, depuis le 6 août 2022 contre l'équipe d'Argentine à Mendoza.
Il participe à une édition du Rugby Championship, en 2022. Il dispute six rencontres dans cette compétition.